# Kujira
Wakako Matsumoto (松本 和香子, Matsumoto Wakako, née le 1er avril 1960), plus connue sous le nom de Kujira (くじら, Kujira), est une seiyū japonaise originaire de Tōkyō. Elle est employée par la société de doublage 81 Produce.
Sa voix particulière, décrite comme rauque et androgyne, lui a valu le surnom de « Baleine » (くじら, Kujira) que lui aurait donné le seiyū Shigeru Chiba. Ainsi, la plupart de ses personnages sont des personnes d'âge mûr dont les plus connus sont Orochimaru (Naruto), Otose (Gintama), Auntie Haramura (You're Under Arrest) ou encore Ursula dans le jeu vidéo Kingdom Hearts.

## Rôles

### Série télévisée d'animation
- Bamboo Blade ('Old Hag')
- Beastars (Rokume)
- Beyblade (Nobuo)
- Ceres, Celestial Legend (Kyū Oda)
- Chaos;Head (Katsuko Momose)
- Cooking Papa (Katsuyo Yoshioka)
- Danganronpa the Animation (Sakura Oogami)
- Les Supers Nanas Zeta (Miss Tenjō)
- Dotto Koni chan (Koni)
- Détective Conan (Hachirō Shiotataira's wife, Tokomae Sayuri)
- Full Metal Panic! (Peggy Goldberry)
- GeGeGe no Kitaro (Guwagoze)
- Gintama (Terada Ayano/Otose)
- Great Pretender (Kim Si Won)
- Hamtaro (Tonkichi)
- Haré+Guu (Obaasan)
- La Fille des enfers (Meiko Shimono)
- Higurashi no Naku Koro ni (Landlady, Tamae Hōjō)
- I My Me! Strawberry Eggs (Ruru Sanjō)
- Kogepan (Sumi)
- Kyo Kara Maoh! (Queen Kumahachi)
- Lucky Star (Various extra and background roles)
- Magical Nyan Nyan Taruto (Sabure)
- Naruto (Orochimaru)
- Naruto Shippûden (Orochimaru)
- One Piece (Sweetpea)
- Pokémon : Advance Generation (Rougela B)
- Romeo no aoi sora (Enbelino, Faustino)
- Sergent Keroro (Disneyland yokozuna)
- Slayers (Shopkeeper's Wife)
- Sonic X (Ella)
- Tactics (Book Ghost)
- You're Under Arrest (Auntie Haramura)

### OAV
- .hack//Liminality (Old woman)

### Animation théâtrale
- GeGeGe no Kitaro: Obake Naitā (Jun)

### Jeux vidéo
- Chaos;Head (Katsuko Momose)
- Kingdom Hearts (Ursula)
- Maken X (Kati)
- Ratchet and Clank: Up Your Arsenal (Helga)
- Shadow Hearts: From the New World (Mao)
- Tales of Symphonia: Dawn of the New World (Verius)
- Tales of Vesperia (Belius)
- League of Legends (LeBlanc)

### Films live
- Autant en emporte le vent (Gone with the Wind) (Warner Bros. DVD édition) (Mammy)
- 1, rue Sésame (Whoopi Goldberg)

### Tokusatsu
- Kamen Rider Agito (El éolien)
- Bakuage Sentai Boonboomger (Cannonborg)

### Live action
- Sansū Sui Sui (NHK Educational TV)